# Розуа-сюр-Сер (кантон)
Розуа-сюр-Сер (фр. Rozoy-sur-Serre) — упраздненный кантон во Франции, регион Пикардия. Департамент кантона — Эна. Входил в состав округа Лан. Население кантона на 2011 год составляло 7 474 человека.
Код INSEE кантона — 0226. Всего в кантон Розуа-сюр-Сер входило 30 коммун, из них главной являлась Розуа-сюр-Сер.

## Коммуны кантона
В состав кантона входили коммуны (население по данным Национального института статистики за 2011 г.):
- Аршон — население 85 чел.
- Берлиз — население 124 чел.
- Брюнамель — население 530 чел.
- Венси-Рёй-э-Маньи — население 125 чел.
- Виньё-Окке — население 284 чел.
- Гранриё — население 89 чел.
- Даньи-Ламберси — население 135 чел.
- Дизи-ле-Гро — население 789 чел.
- Дои — население 99 чел.
- Долиньон — население 57 чел.
- Клермон-ле-Ферм — население 123 чел.
- Кюири-лез-Ивьер — население 37 чел.
- Ла-Виль-о-Буа-ле-Дизи — население 175 чел.
- Ле-Тюэль — население 173 чел.
- Лез-Отель — население 74 чел.
- Лиле — население 246 чел.
- Монкорне — население 1 507 чел.
- Монлуэ — население 156 чел.
- Морньи-ан-Тьераш — население 112 чел.
- Нуаркур — население 89 чел.
- Парфондваль — население 150 чел.
- Резиньи — население 175 чел.
- Рейимон — население 86 чел.
- Ренваль — население 133 чел.
- Розуа-сюр-Сер — население 1 021 чел.
- Рувруа-сюр-Сер — население 42 чел.
- Сент-Женевьев — население 76 чел.
- Суаз — население 96 чел.
- Шаурс — население 525 чел.
- Шери-ле-Розуа — население 107 чел.

## Экономика
Структура занятости населения :
- сельское хозяйство — 15,7 %
- промышленность — 17,4 %
- строительство — 8,8 %
- торговля, транспорт и сфера услуг — 37,5 %
- государственные и муниципальные службы — 20,7 %

## Политика
На президентских выборах 2012 г. жители кантона отдали в 1-м туре Марин Ле Пен 27,3 % голосов против 26,4 % у Франсуа Олланда и 26,0 % у Николя Саркози, во 2-м туре в кантоне победил Олланд, получивший 51,6 % (2007 г. 1 тур: Саркози — 29,4 %, Сеголен Руаяль — 22,7 %; 2 тур: Саркози — 53,6 %). На выборах в Национальное собрание в 2012 г. по 1-му избирательному округу департамента Эна они поддержали альтернативного левого кандидата, действующего депутата Рене Дозьера, получившего 36,1 % голосов в 1-м туре и 48,2 % голосов — во 2-м туре (из трех кандидатов).
|  | Кандидат       | Партия                                        | % голосов |
|  | -------------- | --------------------------------------------- | --------- |
|  | Николя Фрикото | Прочие правые / Союз демократов и независимых | 57,96     |
|  | Ги Ле Провос   | Прочие левые                                  | 42,04     |